# Sénéchas
Sénéchas là một xã trong vùng Occitanie. Xã Sénéchas nằm ở khu vực có độ cao trung bình 470 mét trên mực nước biển.